# Закрівець (гміна)
Гміна Закрівець (пол. Gmina Zakrzówek, Ґміна Закшувек) — сільська гміна у східній Польщі. Належить до Красницького повіту Люблінського воєводства.
Станом на 31 грудня 2011 у гміні проживало 6850 осіб.

## Площа
Згідно з даними за 2007 рік площа гміни становила 99.08 км², у тому числі:
- орні землі: 89.00%
- ліси: 5.00%

Таким чином, площа гміни становить 9.86% площі повіту.

## Населення
Станом на 31 грудня 2011:
| Опис     | Загалом | Загалом | Чоловіки | Чоловіки | Жінки | Жінки |
| -------- | ------- | ------- | -------- | -------- | ----- | ----- |
| одиниця  | осіб    | %       | осіб     | %        | осіб  | %     |
| все      | 6850    | 100     | 3360     | 49.05    | 3490  | 50.95 |
| міське   | 0       | 100     | 0        |          | 0     |       |
| сільське | 6850    | 100     | 3360     | 49.05    | 3490  | 50.95 |

## Сусідні гміни
Гміна Закрівець межує з такими гмінами: Батож, Бихава, Красник, Стшижевиці, Шастарка, Вільколаз, Закшев.